# Poa stiriaca
Poa stiriaca là một loài thực vật có hoa trong họ Hòa thảo. Loài này được Fritsch & Hayek miêu tả khoa học đầu tiên năm 1922.